# Pseudopterogorgia fredericki
Pseudopterogorgia fredericki är en korallart som beskrevs av Williams och Vennam 200. Pseudopterogorgia fredericki ingår i släktet Pseudopterogorgia och familjen Gorgoniidae. Inga underarter finns listade i Catalogue of Life.